# Neoregostoma unicolor
Neoregostoma unicolor là một loài bọ cánh cứng trong họ Cerambycidae.